# Kurt Böttcher (Politiker)
Kurt Böttcher (* 20. November 1902 in Schöneberg bei Berlin; † 30. April 1986 in Berlin) war ein deutscher Politiker (SPD).
Kurt Böttcher besuchte eine Volksschule und machte zunächst eine Lehre als Maurer. Später studierte er und legte 1922 das Staatsexamen als Architekt und Bauingenieur ab. Er arbeitete in der privaten Bauindustrie und später beim Ullstein Verlag als Chefarchitekt. Gleichzeitig war er beim Turnverein Siemensstadt aktiv, wo er eine Kinderabteilung aufbaute.
Nach dem Zweiten Weltkrieg leitete Böttcher ab 1945 das Amt für Hochbau beim Berliner Bezirksamt Spandau. 1950 wechselte er in die Senatsverwaltung für Bau- und Wohnungswesen, im selben Jahr wurde er in die Bezirksverordnetenversammlung von Spandau gewählt. 1959 wurde er Technischer Direktor der Gemeinnützigen Siedlungs- und Wohnungsbaugesellschaft Berlin (GSW). Bei der Berliner Wahl 1963 wurde Böttcher in das Abgeordnetenhaus von Berlin gewählt. 1971 schied er aus Altersgründen aus dem Parlament aus.